# سباق الطريق المداري للسيدات في بطولة العالم لسباق الدراجات على الطريق 2018
سباق الطريق المداري للنساء في بطولة العالم لسباق الدراجات على الطريق 2018 (بالإنجليزية: 2018 UCI Road World Championships – Women's road race)‏ هو سباق دراجات هوائية، وهو الموسم رقم 58 من السباق، وأقيم في 29 سبتمبر 2018، وامتدّ لمسافة 156.2 كيلومتر، وهو أحد سباقات بطولة العالم لسباق الدراجات على الطريق 2018، وهو من نوع سباق الدراجات، وقد شارك في السباق 149 متسابقاً ووصل إلى نهايته 81 متسابقاً.
فاز فيه بالمركز الأول أنا فان دير بريغين، وبالمركز الثاني أماندا سبرات، وبالمركز الثالث تاتيانا جوديرزو.

## التصنيف العام النهائي
| \| التصنيف العام \| التصنيف العام \| التصنيف العام \| التصنيف العام \| التصنيف العام \| \| المتسابقة \| المتسابقة \| الفريق \| الوقت \| \| \| ------------- \| ------------------ \| --------------------------------------------------- \| ------------- \| ------------- \| \| 1 \| أنا فان دير بريغين \| فريق هولندا لركوب الدراجات للسيدات 2018 [لغات أخرى]‏ \| 4 س 11 د 04 ث \| \| \| 2 \| أماندا سبرات \| فريق أستراليا لركوب الدراجات للسيدات 2018‏ \| + 3 د 42 ث \| \| \| 3 \| تاتيانا جوديرزو \| فريق إيطاليا لركوب الدراجات للسيدات 2018‏ \| + 5 د 26 ث \| \| \| 4 \| إميليا فهلين \| فريق السويد لركوب الدراجات للسيدات 2018‏ \| + 6 د 13 ث \| \| \| 5 \| ماغورزاتا جاسيسكا \| فريق بولندا لركوب الدراجات للسيدات 2018‏ \| + 6 د 13 ث \| \| \| 6 \| كارول آن كانويل \| فريق كندا لركوب الدراجات للسيدات 2018‏ \| + 6 د 17 ث \| \| \| 7 \| أنيميك فان فليوتن \| فريق هولندا لركوب الدراجات للسيدات 2018 [لغات أخرى]‏ \| + 7 د 05 ث \| \| \| 8 \| ايمي بيترز \| فريق هولندا لركوب الدراجات للسيدات 2018 [لغات أخرى]‏ \| + 7 د 05 ث \| \| \| 9 \| لوسيندا براند \| فريق هولندا لركوب الدراجات للسيدات 2018 [لغات أخرى]‏ \| + 7 د 17 ث \| \| \| 10 \| روث ويندر \| فريق الولايات المتحدة لركوب الدراجات للسيدات 2018‏ \| + 7 د 17 ث \| \| |                    |                                                   |               |  |
| |                    |                                                   |               |  |
| مصدر: ProCyclingStats |                    |                                                   |               |  |
| التصنيف العام |                    |                                                   |               |  |
| المتسابقة | المتسابقة          | الفريق                                            | الوقت         |  |
| 1 | أنا فان دير بريغين | فريق هولندا لركوب الدراجات للسيدات 2018 ‏          | 4 س 11 د 04 ث |  |
| 2 | أماندا سبرات       | فريق أستراليا لركوب الدراجات للسيدات 2018‏         | + 3 د 42 ث    |  |
| 3 | تاتيانا جوديرزو    | فريق إيطاليا لركوب الدراجات للسيدات 2018‏          | + 5 د 26 ث    |  |
| 4 | إميليا فهلين       | فريق السويد لركوب الدراجات للسيدات 2018‏           | + 6 د 13 ث    |  |
| 5 | ماغورزاتا جاسيسكا  | فريق بولندا لركوب الدراجات للسيدات 2018‏           | + 6 د 13 ث    |  |
| 6 | كارول آن كانويل    | فريق كندا لركوب الدراجات للسيدات 2018‏             | + 6 د 17 ث    |  |
| 7 | أنيميك فان فليوتن  | فريق هولندا لركوب الدراجات للسيدات 2018 ‏          | + 7 د 05 ث    |  |
| 8 | ايمي بيترز         | فريق هولندا لركوب الدراجات للسيدات 2018 ‏          | + 7 د 05 ث    |  |
| 9 | لوسيندا براند      | فريق هولندا لركوب الدراجات للسيدات 2018 ‏          | + 7 د 17 ث    |  |
| 10 | روث ويندر          | فريق الولايات المتحدة لركوب الدراجات للسيدات 2018‏ | + 7 د 17 ث    |  |

## وصلات خارجية
- الموقع الرسمي
- لمحة عن سباق سباق الطريق المداري للسيدات في بطولة العالم لسباق الدراجات على الطريق 2018 على موقع  ProCyclingStats   (برو  سايكلنج  ستاتس) - إحصاءات  محترفي  الدراجات.
- سباق الطريق المداري للسيدات في بطولة العالم لسباق الدراجات على الطريق 2018 على موقع إحصائيات الدراجات الإحترافية (الإنجليزية)